# Роберто Мелендес
Роберто Мелендес Лара (ісп. Roberto Meléndez Lara, нар. 31 березня 1912, Барранкілья — пом. 20 травня 2000, Барранкілья) — колумбійський футболіст, що грав на позиції нападника. Відомий за виступами в клубі «Хуніор» та національній збірній Колумбії, ще під час виступів тренував національну збірну, після закінчення виступів на футбольних полях тренував клуб «Хуніор».

## Футбольна кар'єра
Роберто Мелендес народився в Барранкільї, та розпочав виступи на футбольних полях у місцевому клубі «Хуніор» у 1930 році. У 1939 році нетривалий час грав у клубі «Сентро Гальєго», після чого повернувся до клубу «Хуніор», де й грав до завершення виступів на футбольних полях у 1947 році.
Одночасно Роберто Мелендес з 1937 року грав у складі національної збірної Колумбії. У 1945 році на дебютному для збірної Колумбії чемпіонаті Південної Америки 1945 року Мелендесу запропонували збірну країни як граючому тренеру, на турнірі команда посіла 5-те місце. У наступному чемпіонаті 1947 року Мелендес уже брав участь лише як гравець.
Після завершення виступів на футбольних полях Роберто Мелендес у 1948 році тренував свій рідний клуб «Хуніор». Помер Роберто Мелендес 20 травня 2000 року в Барранкільї.